# زهير الدجيلي
زهير الدجيلي (1937 - 3 مارس 2016) كاتب وصحفي وشاعر عراقي كان مقيم في الكويت حتى وفاته. كان كاتبا وشاعرا ومحللا سياسيا في صحيفة القبس وإذاعة الكويت. ورأس جمعية الصداقة العراقية الكويتية وكان رئيس تحرير صحيفة (الجيران) على الأنترنت. ألف عددا من المسلسلات الكويتية مثل افتح يا سمسم وزمان الإسكافي. توفي في 3 مارس عام 2016 عن عمر يناهز 79 عامًا.

## أعماله
- كتب العديد من الأغاني التي عناها الفنان سعدون الجابر مثل: يا طيور الطايرة، البارحة، حسبالي، لو تدرون.
- افتح يا سمسم - الجزء الأول (كتب 95 حلقة).
- افتح يا سمسم - الجزء الثاني (كتب 82 حلقة).
- سلامتك - الجزء الأول (كتب 35 حلقة مع 150 رسالة تلفزيونية قصيرة).
- سلامتك - الجزء الثاني (كتب 102 حلقة).
- موسوعة الحضارة الإسلامية (كتب 7 حلقات).
- الخليج حضارة وبناء (كتب بعض الحلقات)..
- المرايا (كتب 7 حلقات).
- مدير تحرير برنامج التوعية المرورية الخليجية «قف» بـ 76 حلقة تلفزيونية.
- المنسق العام لبرنامج الأرشاد الزراعي الخليجي وهو في 40 حلقة.
- كاتب في برنامج «الكشاف» وهو حلقات علمية درامية للشباب مدته 39 حلقة.
- كاتب أغاني برنامج الأطفال «أفتح ياسمسم» وبرنامج «سلامتك» كتب 40 أغنية بالفصحى للبرنامج الآول 32 أغنية للبرنامج الثاني.
- كتب أغاني ومقدمات مسلسلات الكارتون التي انتجتها المؤسسة: (بسمة وعبدو ـ سنان ـ الأمير ياقوت وغيرها), واشرف على أعمال الدوبلاج في العراق بما يعادل 1200 ساعة تلفزيونية من مسلسلات الكارتون للأطفال.
- كاتب في برنامج «آن الآوان» وهو برنامج دراما لتعليم الكبار ومحو الأمية الوظيفي في 39 حلقة، كل حلقة نصف ساعة.
- أشرف على برنامج (ديرتنا) وهو برنامج دراما خليجي اجتماعي وكتب بعض حلقاته.
- أشرف على أعداد برنامج قصص خليجية وكتب بعض حلقاته وهو عبارة عن 16 قصة تلفزيونية مستمدة من أعمال قصاصين خليجين.
- كتب 15 حلقة من برنامج (سلامتك) الصحي ـ الجزء الثالث ـ مع عدد من الرسائل التلفزيونية القصيرة.
- أشرف على أعداد برنامج المنوعات الخليجي.
- كتب المسلسل الدرامي الخليجي (للحياة وجه آخر) في 30 حلقة درامية تلفزيونية.
- أعد العديد من الدراسات الأستشارية لبرامج تلفزيونية عديدة في المؤسسة.
- كتب 3 حلقات من مسلسل «أبناء الغد» وهو دراما تلفزيونية عن قضايا الأسرة والشباب.
- قام بتأليف مسلسل عبد الله البري وعبد الله البحري.
- ألف مسلسل زمان الإسكافي.
- ألف مسلسل أبناء الغد.
- ألف مسلسل إلى جدي مع التحية.
- ألف مسلسل الأخطبوط عام 2004.
- كتب مسلسل للحياة وجه آخر.
- كتب سيناريو مسلسل ديوان السبيل.
- كتب سيناريو وحوار اثنين من الأفلام وهما مطاوع وبهية (1978) وفيلم النهر (1982).

## روابط خارجية
- زهير الدجيلي على موقع قاعدة بيانات الأفلام العربية
- زهير الدجيلي على موقع ديسكوغز (الإنجليزية)